# Lista över avsnitt av Clarence
Denna lista över avsnitt av Clarence tar upp avsnitt av TV-serien Clarence.

## Säsonger
| Serie | Serie | Avsnitt | Avsnitt | Originalvisning       | Originalvisning      | Originalvisning (Sverige) | Originalvisning (Sverige) |
| Serie | Serie | Avsnitt | Avsnitt | Första sändningsdatum | Sista sändningsdatum | Första sändningsdatum     | Sista sändningsdatum      |
| ----- | ----- | ------- | ------- | --------------------- | -------------------- | ------------------------- | ------------------------- |
|       | 1     | 51      | 51      | 14 april 2014         | 27 oktober 2015      | 22 september 2014         | 30 juni 2016              |
|       | 2     | 39      | 39      | 11 februari 2016      | 20 februari 2017     | TBA                       | 6 april 2017              |
|       | 3     | 40      | 40      | 3 april 2017          | 24 juni 2018         | 25 september 2017         | 30 juli 2018              |

### Säsong 1: 2014–2015
| Nr i serien | Nr i säsongen | Titel                          | Originalvisning   | Tittarsiffror (miljoner) |
| ----------- | ------------- | ------------------------------ | ----------------- | ------------------------ |
| 1           | 1             | "Fun Dungeon Face Off"         | 14 april 2014     | 2.26                     |
| 2           | 2             | "Pretty Great Day with a Girl" | 14 april 2014     | 2.26                     |
| 3           | 3             | "Money Broom Wizard"           | 21 april 2014     | 2.37                     |
| 4           | 4             | "Lost in the Supermarket"      | 21 april 2014     | 2.37                     |
| 5           | 5             | "Clarence's Millions"          | 28 april 2014     | 2.10                     |
| 6           | 6             | "Clarence Gets a Girlfriend"   | 5 maj 2014        | 1.92                     |
| 7           | 7             | "Jeff's New Toy"               | 12 maj 2014       |                          |
| 8           | 8             | "Dinner Party"                 | 12 juni 2014      |                          |
| 9           | 9             | "Honk"                         | 19 juni 2014      |                          |
| 10          | 10            | "Dollar Hunt"                  | 26 juni 2014      |                          |
| 11          | 11            | "Zoo"                          | 3 juli 2014       | 1.84                     |
| 12          | 12            | "Rise 'n' Shine"               | 10 juli 2014      |                          |
| 13          | 13            | "Man of the House"             | 17 juli 2014      |                          |
| 14          | 14            | "Puddle Eyes"                  | 24 juli 2014      | 1.95                     |
| 15          | 15            | "Dream Boat"                   | 31 juli 2014      |                          |
| 16          | 16            | "Slumber Party"                | 7 augusti 2014    | 1.65                     |
| 17          | 17            | "Nature Clarence"              | 25 september 2014 | 1.75                     |
| 18          | 18            | "Average Jeff"                 | 2 oktober 2014    | 1.82                     |
| 19          | 19            | "Lizard Day Afternoon"         | 9 oktober 2014    | 1.80                     |
| 20          | 20            | "The Forgotten"                | 16 oktober 2014   | 2.29                     |
| 21          | 21            | "Neighborhood Grill"           | 23 oktober 2014   | 1.47                     |
| 22          | 22            | "Belson's Sleepover"           | 30 oktober 2014   | 1.56                     |
| 23          | 23            | "Too Gross for Comfort"        | 6 november 2014   | 1.63                     |
| 24          | 24            | "Pilot Expansion"              | 13 november 2014  | 1.73                     |
| 25          | 25            | "Patients"                     | 20 november 2014  | 1.86                     |
| 26          | 26            | "Rough Riders Elementary"      | 1 december 2014   | 1.46                     |
| 27          | 27            | "Nothing Ventured"             | 2 december 2014   | 1.40                     |
| 28          | 28            | "Bedside Manners"              | 3 december 2014   | 1.41                     |
| 29          | 29            | "Jeff Wins"                    | 4 december 2014   | 1.55                     |
| 30          | 30            | "Suspended"                    | 5 december 2014   | 1.49                     |
| 31          | 31            | "Turtle Hats"                  | 7 april 2015      | 1.44                     |
| 32          | 32            | "Goose Chase"                  | 8 april 2015      | 1.53                     |
| 33          | 33            | "Goldfish Follies"             | 9 april 2015      | 1.90                     |
| 34          | 34            | "Chimney"                      | 10 april 2015     | 1.37                     |
| 35          | 35            | "Straight Illin'"              | 16 april 2015     | 1.40                     |
| 36          | 36            | "Dust Buddies"                 | 23 april 2015     | 1.43                     |
| 37          | 37            | "Hurricane Dilliss"            | 30 april 2015     | 1.10                     |
| 38          | 38            | "Hoofin' It"                   | 7 maj 2015        | 1.63                     |
| 39          | 39            | "Detention"                    | 14 maj 2015       | 1.25                     |
| 40          | 40            | "Hairence"                     | 21 maj 2015       | 1.46                     |
| 41          | 41            | "Lil' Buddy"                   | 27 juli 2015      | 1.42                     |
| 42          | 42            | "Chalmers Santiago"            | 28 juli 2015      | 1.56                     |
| 43          | 43            | "Tuckered Boys"                | 29 juli 2015      | 1.36                     |
| 44          | 44            | "Water Park"                   | 30 juli 2015      | 1.59                     |
| 45          | 45            | "Where the Wild Chads Are"     | 31 juli 2015      | 1.19                     |
| 46          | 46            | "Breehn Ho!"                   | 6 augusti 2015    | 1.46                     |
| 47          | 47            | "The Big Petey Pizza Problem"  | 13 augusti 2015   | 1.38                     |
| 48          | 48            | "The Break Up"                 | 20 augusti 2015   | 1.57                     |
| 49          | 49            | "In Dreams"                    | 27 augusti 2015   | 1.17                     |
| 50          | 50            | "Balance"                      | 24 september 2015 | 1.21                     |
| 51          | 51            | "Spooky Boo"                   | 27 oktober 2015   | 1.24                     |

### Säsong 2: 2016–2017
| Nr i serien | Nr i säsongen | Titel                                      | Regissör                 | Manus                                   | Originalvisning   | Visning i Sverige | Tittarsiffror (miljoner) |
| ----------- | ------------- | ------------------------------------------ | ------------------------ | --------------------------------------- | ----------------- | ----------------- | ------------------------ |
| 52          | 1             | "The Interrogation"                        | David Ochs och Niki Yang | Spencer Rothbell                        | 11 februari 2016  |                   | 1.35                     |
| 53          | 2             | "Lost Playground"                          | David Ochs och Niki Yang | Tony Infante                            | 11 februari 2016  |                   | 1.25                     |
| 54          | 3             | "Bird Boy Man"                             | David Ochs och Niki Yang | Tony Infante                            | 18 februari 2016  |                   | 1.04                     |
| 55          | 4             | "Freedom Cactus"                           | David Ochs och Niki Yang | Spencer Rothbell och Sam Kremers-Nedell | 25 februari 2016  |                   | 1.10                     |
| 56          | 5             | "Plane Excited"                            | David Ochs och Niki Yang | Sam Kremers-Nedell                      | 3 mars 2016       |                   | 1.06                     |
| 57          | 6             | "Escape from Beyond the Cosmic"            | David Ochs och Niki Yang | Tony Infante                            | 14 mars 2016      |                   | 1.29                     |
| 58          | 7             | "Ren Faire"                                | David Ochs och Niki Yang | Tony Infante                            | 15 mars 2016      |                   | 0.98                     |
| 59          | 8             | "Time Crimes"                              | David Ochs och Niki Yang | Sam Kremers-Nedell                      | 16 mars 2016      |                   | 1.11                     |
| 60          | 9             | "Saturday School"                          | David Ochs och Niki Yang | Tony Infante                            | 17 mars 2016      |                   | 1.06                     |
| 61          | 10            | "Attack the Block Party"                   | David Ochs och Niki Yang | Sam Kremers-Nedell                      | 18 mars 2016      |                   | 1.11                     |
| 62          | 11            | "Field Trippin'"                           | David Ochs och Niki Yang | Tony Infante                            | 21 mars 2016      |                   | 0.98                     |
| 63          | 12            | "Ice Cream Hunt"                           | David Ochs och Niki Yang | Sam Kremers-Nedell                      | 22 mars 2016      |                   | 1.18                     |
| 64          | 13            | "Company Man"                              | David Ochs och Niki Yang | Nick Cron-DeVico                        | 23 mars 2016      |                   | 0.91                     |
| 65          | 14            | "Stump Brothers"                           | David Ochs och Niki Yang | Sam Kremers-Nedell                      | 24 mars 2016      |                   | 1.31                     |
| 66          | 15            | "The Tails of Mardrynia"                   | David Ochs och Niki Yang | Tony Infante                            | 25 mars 2016      |                   | 1.05                     |
| 67          | 16            | "Clarence Wendle and the Eye of Coogan"    | David Ochs och Niki Yang | Tony Infante                            | 29 mars 2016      |                   | 1.05                     |
| 68          | 17            | "Sneaky Peeky"                             | David Ochs och Niki Yang | Tony Infante                            | 1 april 2016      |                   | 0.99                     |
| 69          | 18            | "Game Show"                                | David Ochs och Niki Yang | Sam Kremers-Nedell                      | 21 april 2016     |                   | 1.01                     |
| 70          | 19            | "Skater Sumo"                              | David Ochs och Niki Yang | Sam Kremers-Nedell                      | 28 april 2016     |                   | 1.36                     |
| 71          | 20            | "Mystery Girl"                             | David Ochs och Niki Yang | Tony Infante                            | 5 maj 2016        | 12 december 2016  | 0.97                     |
| 72          | 21            | "The Substitute"                           | David Ochs och Niki Yang | Sam Kremers-Nedell                      | 12 maj 2016       | 13 december 2016  | 1.09                     |
| 73          | 22            | "Classroom"                                | David Ochs och Niki Yang | Tony Infante                            | 19 maj 2016       | 14 december 2016  | 1.09                     |
| 74          | 23            | "Dullance"                                 | David Ochs och Niki Yang | Tony Infante                            | 26 maj 2016       | 15 december 2016  | 1.07                     |
| 75          | 24            | "Jeff's Secret" "Jeffs hemlighet"          | David Ochs och Niki Yang | Sam Kremers-Nedell                      | 2 juni 2016       | 19 december 2016  | 1.38                     |
| 76          | 25            | "Space Race" "Rymdkapplöpningen"           | David Ochs och Niki Yang | Alan Hanson                             | 9 juni 2016       | 20 december 2016  | 1.13                     |
| 77          | 26            | "Plant Daddies"                            | David Ochs och Niki Yang | Tony Infante                            | 16 juni 2016      | 21 december 2016  | 1.32                     |
| 78          | 27            | "Bucky and the Howl"                       | David Ochs och Niki Yang | Tony Infante                            | 29 september 2016 | 22 december 2016  | 1.29                     |
| 79          | 28            | "Worm Bin"                                 | David Ochs och Niki Yang | Sam Kremers-Nedell                      | 5 december 2016   | 27 mars 2017      | 0.77                     |
| 80          | 29            | "Clarence and Sumo's Rexcellent Adventure" | David Ochs och Niki Yang | Ben Mekler                              | 6 december 2016   | 28 mars 2017      | 0.85                     |
| 81          | 30            | "Birthday"                                 | David Ochs och Niki Yang | Tony Infante                            | 7 december 2016   | 29 mars 2017      | 0.85                     |
| 82          | 31            | "Tree of Life"                             | David Ochs och Niki Yang | Joe Tracz                               | 8 december 2016   | 30 mars 2017      | 0.89                     |
| 83 84       | 32 33         | "Capture the Flag"                         | David Ochs och Niki Yang | Tony Infante                            | 9 december 2016   | 2 april 2017      | 1.06                     |
| 85          | 34            | "Cloris"                                   | David Ochs och Niki Yang | Ben Mekler                              | 12 december 2016  | 5 april 2017      | 0.92                     |
| 86          | 35            | "Fishing Trip"                             | David Ochs och Niki Yang | Sam Kremers-Nedell                      | 13 december 2016  | 4 april 2017      | 0.84                     |
| 87          | 36            | "Belson's Backpack"                        | David Ochs och Niki Yang | Tony Infante                            | 14 december 2016  | 3 april 2017      | 1.08                     |
| 88          | 37            | "Motel"                                    | David Ochs och Niki Yang | Sam Kremers-Nedell                      | 15 december 2016  | 1 april 2017      | 1.00                     |
| 89          | 38            | "Merry Moochmas"                           | David Ochs och Niki Yang | Sam Kremers-Nedell                      | 16 december 2016  | 31 mars 2017      | 1.00                     |
| 90          | 39            | "Pizza Hero"                               | David Ochs och Niki Yang | Nick Cron-DeVico                        | 20 februari 2017  | 6 april 2017      | 0.93                     |

### Säsong 3: 2017–2018
| Nr i serien | Nr i säsongen | Titel                                               | Regissör                                        | Manus              | Originalvisning   | Originalvisning (Sverige) | Tittarsiffror (miljoner) |
| ----------- | ------------- | --------------------------------------------------- | ----------------------------------------------- | ------------------ | ----------------- | ------------------------- | ------------------------ |
| 91          | 1             | "Sumo Goes West" "Sumo hamnar väst"                 | David Ochs, Niki Yang och Vitaliy Strokous      | Tony Infante       | 3 april 2017      | 25 september 2017         | 0.95                     |
| 92          | 2             | "Valentimes" "Alla hjärtans dag"                    | David Ochs, Niki Yang och Vitaliy Strokous      | Tony Infante       | 4 april 2017      | 3 oktober 2017            | 0.95                     |
| 93          | 3             | "Clarence for President" "President Clarence"       | David Ochs, Niki Yang och Vitaliy Strokous      | Sam Kremers-Nedell | 5 april 2017      | 2 oktober 2017            | 0.85                     |
| 94          | 4             | "Rock Show" "Rockkonserten"                         | David Ochs, Niki Yang och Vitaliy Strokous      | Tony Infante       | 6 april 2017      | 27 september 2017         | 0.85                     |
| 95          | 5             | "The Phantom Clarence"                              | Vitaliy Strokous och Niki Yang                  | Tony Infante       | 7 april 2017      | 11 oktober 2017           | 0.96                     |
| 96          | 6             | "Jeffery Wendle"                                    | Vitaliy Strokous och Niki Yang                  | Kelsy Abbott       | 10 april 2017     | 12 oktober 2017           | 0.96                     |
| 97          | 7             | "Badgers N' Bunkers"                                | Vitaliy Strokous och Niki Yang                  | Sam Kremers-Nedell | 11 april 2017     | 16 oktober 2017           | 0.96                     |
| 98          | 8             | "Dingus and McNobrain"                              | Vitaliy Strokous och Niki Yang                  | Tony Infante       | 12 april 2017     | 17 oktober 2017           | 0.96                     |
| 99          | 9             | "Bye Bye Baker"                                     | Vitaliy Strokous och Niki Yang                  | Tony Infante       | 13 april 2017     | 18 oktober 2017           | 0.96                     |
| 100'        | 10            | "Flood Brothers"                                    | Vitaliy Strokous och Niki Yang                  | Kelsy Abbott       | 14 april 2017     | 19 oktober 2017           | 0.96                     |
| 101         | 11            | "Pool's Out for Summer"                             | David Ochs, Niki Yang och Vitaliy Strokous      | Tony Infante       | 21 april 2017     | 23 oktober 2017           | 1.01                     |
| 102         | 12            | "Big Game" "Den stora matchen"                      | Vitaliy Strokous och Niki Yang                  | Tony Infante       | 28 april 2017     | 30 oktober 2017           | 0.80                     |
| 103         | 13            | "The Boxcurse Children" "Den förbannade lådan"      | Vitaliy Strokous och Niki Yang                  | Kelsy Abbott       | 5 maj 2017        | 31 oktober 2017           | 0.98                     |
| 104         | 14            | "Karate Mom"                                        | Vitaliy Strokous och Niki Yang                  | Tony Infante       | 2 juni 2017       | 24 oktober 2017           | 0.97                     |
| 105         | 15            | "Clarence Loves Shoopy" "Clarence älskar Shoopy"    | Vitaliy Strokous och Niki Yang                  | Sam Kremers-Nedell | 9 juni 2017       | 26 september 2017         | 0.85                     |
| 106         | 16            | "Public Radio"                                      | Vitaliy Strokous och Niki Yang                  | Sam Kremers-Nedell | 16 juni 2017      | 25 oktober 2017           | 0.86                     |
| 107         | 17            | "Chad and the Marathon"                             | Vitaliy Strokous, Julia Vickerman och Niki Yang | Stephen P. Neary   | 23 juni 2017      | 1 november 2017           | 0.93                     |
| 108         | 18            | "Officer Moody"                                     | David Ochs, Niki Yang och Vitaliy Strokous      | Sam Kremers-Nedell | 30 juni 2017      | 4 oktober 2017            | 1.02                     |
| 109         | 19            | "Gilben's Different" "Gilben är annorlunda"         | David Ochs, Niki Yang och Vitaliy Strokous      | Tony Infante       | 31 juli 2017      | 5 oktober 2017            | 0.95                     |
| 110         | 20            | "Cool Guy Clarence"                                 | David Ochs, Niki Yang och Vitaliy Strokous      | Sam Kremers-Nedell | 1 augusti 2017    | 9 oktober 2017            | 0.83                     |
| 111         | 21            | "Just Wait in the Car"                              | David Ochs, Niki Yang och Vitaliy Strokous      | Sam Kremers-Nedell | 2 augusti 2017    | 10 oktober 2017           | 0.89                     |
| 112         | 22            | "Missing Cat" "Bortsprungen katt"                   | David Ochs, Niki Yang och Vitaliy Strokous      | Sam Kremers-Nedell | 3 augusti 2017    | 28 september 2017         | 0.86                     |
| 113         | 23            | "Big Trouble in Little Aberdale"                    | David Ochs, Niki Yang och Vitaliy Strokous      | Sam Kremers-Nedell | 4 augusti 2017    | 26 oktober 2017           | 0.96                     |
| 114         | 24            | "Dare Day"                                          | Vitaliy Strokous, Julia Vickerman och Niki Yang | Sam Kremers-Nedell | 5 september 2017  | 2 november 2017           | 0.84                     |
| 115         | 25            | "The Trade"                                         | Vitaliy Strokous, Julia Vickerman och Niki Yang | Tony Infante       | 12 september 2017 | 2 november 2017           | 1.04                     |
| 116         | 26            | "A Nightmare on Aberdale Street: Balance's Revenge" | Vitaliy Strokous, Julia Vickerman och Niki Yang | Tony Infante       | 27 oktober 2017   | 19 juli 2018              | 0.84                     |
| 117         | 27            | "Chadsgiving"                                       | Vitaliy Strokous, Julia Vickerman och Niki Yang | Kelsy Abbott       | 17 november 2017  | 23 juli 2018              | 0.69                     |
| 118         | 28            | "A Sumoful Mind"                                    | Vitaliy Strokous, Julia Vickerman och Niki Yang | Tony Infante       | 10 juni 2018      | 16 juli 2018              | 0.37                     |
| 119         | 29            | "Animal Day"                                        | Vitaliy Strokous, Julia Vickerman och Niki Yang | Sam Kremers-Nedell | 10 juni 2018      | 17 juli 2018              | 0.43                     |
| 120         | 30            | "The Tunnel"                                        | Vitaliy Strokous, Julia Vickerman och Niki Yang | Vitaliy Strokous   | 10 juni 2018      | 18 juli 2018              | 0.34                     |
| 121         | 31            | "Talent Show"                                       | Vitaliy Strokous, Julia Vickerman och Niki Yang | Kelsy Abbott       | 10 juni 2018      | 22 juli 2018              | 0.36                     |
| 122         | 32            | "RC Car"                                            | Vitaliy Strokous, Julia Vickerman och Niki Yang | Tony Infante       | 10 juni 2018      | 27 juli 2018              | 0.39                     |
| 123         | 33            | "Dog King Clarence"                                 | Vitaliy Strokous, Julia Vickerman och Niki Yang | Kelsy Abbott       | 17 juni 2018      | 20 juli 2018              | 0.56                     |
| 124         | 34            | "Trampoline"                                        | Vitaliy Strokous, Julia Vickerman och Niki Yang | Tony Infante       | 17 juni 2018      | 21 juli 2018              | 0.56                     |
| 125         | 35            | "Clarence the Movie"                                | Vitaliy Strokous, Julia Vickerman och Niki Yang | Tony Infante       | 17 juni 2018      | 24 juli 2018              | 0.44                     |
| 126         | 36            | "Belson Gets a Girlfriend"                          | Vitaliy Strokous, Julia Vickerman och Niki Yang | Tony Infante       | 17 juni 2018      | 25 juli 2018              | 0.44                     |
| 127         | 37            | "Brain TV"                                          | Vitaliy Strokous, Julia Vickerman och Niki Yang | Tony Infante       | 17 juni 2018      | 28 juli 2018              | 0.39                     |
| 128         | 38            | "Etiquette Clarence"                                | Vitaliy Strokous, Julia Vickerman och Niki Yang | Kelsy Abbott       | 24 juni 2018      | 26 juli 2018              | 0.57                     |
| 129         | 39            | "Video Store"                                       | Vitaliy Strokous, Julia Vickerman och Niki Yang | Spencer Rothbell   | 24 juni 2018      | 30 juli 2018              | 0.50                     |
| 130         | 40            | "Anywhere But Sumo"                                 | Vitaliy Strokous, Julia Vickerman och Niki Yang | Tony Infante       | 24 juni 2018      | 29 juli 2018              | 0.50                     |